# اشرف ربیعی
اشرف ربیعی (رجوی) (۱۳۳۰–۱۹ بهمن ۱۳۶۰) از اعضای شاخص سازمان مجاهدین خلق ایران و همسر مسعود رجوی بود.

## زندگی
اشرف ربیعی در سال ۱۳۳۰ در زنجان زاده شد. وی دانش‌آموختهٔ رشتهٔ فیزیک دانشگاه صنعتی شریف بود. او در سال ۱۳۵۰ از طریق خلیل طباطبایی با سازمان مجاهدین آشنا شد. به دنبال دستگیری طباطبایی در سال ۱۳۵۱ وی نیز بازداشت شد.
اشرف در سال ۱۳۵۲ برای بار دوم از طریق علی اکبر نبوی نوری با سازمان مجاهدین ارتباط برقرار و در سال ۱۳۵۲ پس از آزادی از زندان با او ازدواج کرد. وی پس از انشعاب سال ۱۳۵۴ به همراه علی اکبر نبوی نوری اقدام به ایجاد یک تشکل مستقل بنام «فریاد خلق» نمود که ماهیت اسلامی سازمان را دارا بود. اما دوباره در سال ۱۳۵۵ دستگیر شد. بازجویان ساعتها بدنش را سوزاندند و بر اثر شکنجه‌های اعمال شده سه بار زیر عمل جراحی رفت. اشرف در دادگاه نظامی شاه به اعدام محکوم شد. اما شاه که در آن دوران تحت فشارهای بین‌المللی قرار داشت نتوانست حکم اعدام او را به‌خصوص از این نظر که زن بود، اجرا کند. اکبر نبوی نوری همسر اول او در درگیری با ساواک در سال ۱۳۵۵ کشته شد. اشرف تا سال ۱۳۵۷ در زندان به سر برد و سرانجام روز ۳۰ دی ۱۳۵۷ همراه با آخرین گروه از زندانیان سیاسی، از زندان آزاد شد. پس از آزادی از زندان نقش مؤثری در عضوگیری و سازماندهی زنان در سازمان مجاهدین داشت.
اشرف در تیر ۱۳۵۸ با مسعود رجوی ازدواج کرد و خطبه عقد آنها نیز توسط سید محمود طالقانی قرائت شد. ثمرهٔ این ازدواج فرزند پسری بنام مصطفی است. اشرف ربیعی در انتخابات مجلس ۱۳۵۸ شرکت نمود. اما نتوانست به مجلس راه یابد. با اوج‌گیری اختلافات حکومت با مجاهدین و با شروع مبارزهٔ مسلحانهٔ سازمان، مسعود رجوی برای تشکیل شورای ملی مقاومت ایران، به پاریس رفت و اشرف در ایران ماند. فرماندهی سازمان در داخل کشور بر عهده موسی خیابانی قرار گرفت. در دوران فاز مسلحانه، اشرف و رهبران و اعضای سازمان مجبور به زندگی مخفیانه شدند.

## نامه اشرف به مسعود
در سال ۱۳۶۰ اشرف طی نامه‌ای به مسعود رجوی نوشت:
«با تمام عزیزانم، با تمام نور چشمانم، همانهایی که قهرمانانه شهید می‌شوند همیشه با آنهام، با آنها شکنجه می‌شوم، با آنها فریاد می‌زنم و با آنها می‌میرم و زنده می‌شوم. نمی‌دانم آتشی را که تمام وجودم را از نوک پا تا مغز سرم از پوست تا مغز استخوانم فراگرفته چه کار کنم، باور نمی‌کنم که هرگز این آتش، خاموشی داشته باشد. … می‌دونم که اونجا بهت سخت می‌گذره، با روحیات و خلق و خوی تو و عواطفت آشنام، حتم دارم که مثل شیر زخمی بخودت می‌پیچی و ترجیح می‌دهی که خودت به جای تک تک شهدا شهید بشی، مثل همیشه دعات می‌کنم که بتونی باری را که بدوشت هست با سرافرازی بکشی، مردم ما واقعاً قهرمانند.»

## کشته شدن
اشرف سرانجام در سپیده دم روز ۱۹ بهمن ۱۳۶۰ که طی آن نیروهای سازمان اطلاعات سپاه پاسداران انقلاب اسلامی مرکز اصلی مجاهدین در محله زعفرانیه تهران را محاصره و پس از چند ساعت درگیری مسلحانه تصرف کردند کشته شد. در این واقعه علاوه بر اشرف، ۲۲ نفر از جمله موسی خیابانی مرد شماره ۲ سازمان، آذر رضایی همسر موسی خیابانی در درگیری مسلحانه کشته شدند. گفته می‌شود اشرف ربیعی در آشپزخانه خانه زعفرانیه به پشت افتاده بود و در اثر اصابت چند تیر کشته شد. پسر خردسال مسعود و اشرف، مصطفی رجوی (معروف به محمد) نیز در این واقعه به دست پاسداران و اسدالله لاجوردی افتاد و سپس به پدر بزرگ او (پدر رجوی) در مشهد تحویل داده شد. مجاهدین بعدها این روز را «عاشورای مجاهدین» نامیدند.
قرارگاه اشرف یا شهر اشرف از روی نام وی نام‌گذاری شد. این قرارگاه تا مدت‌ها پایگاه اصلی نیروهای سازمان مجاهدین خلق ایران در عراق بود.